# Pottfrisyr

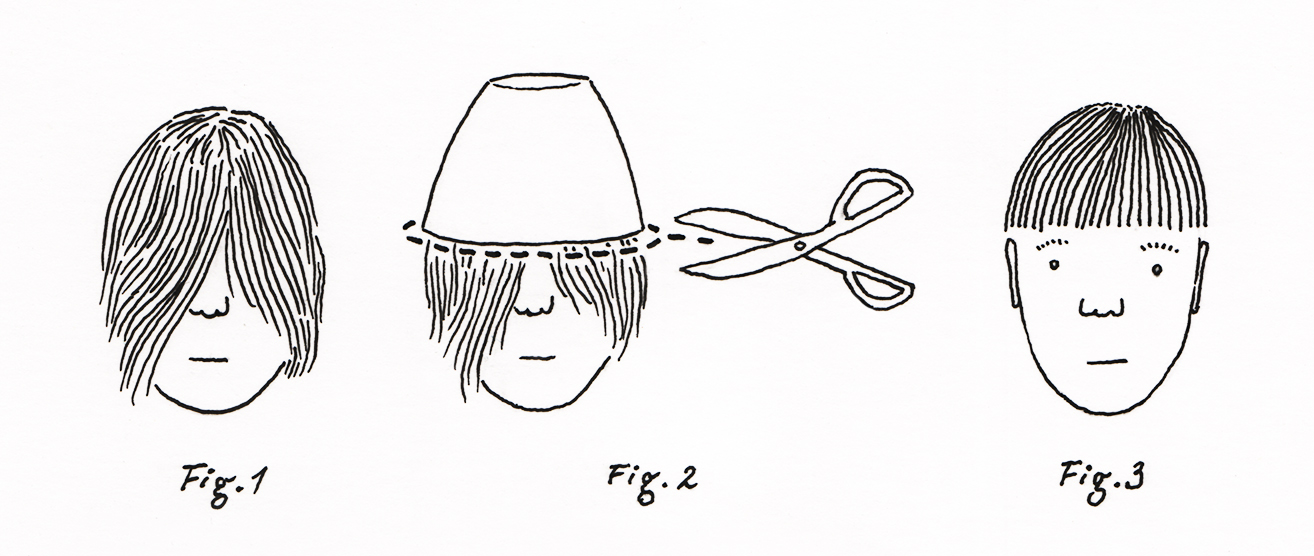
En pottfrisyr skapas.

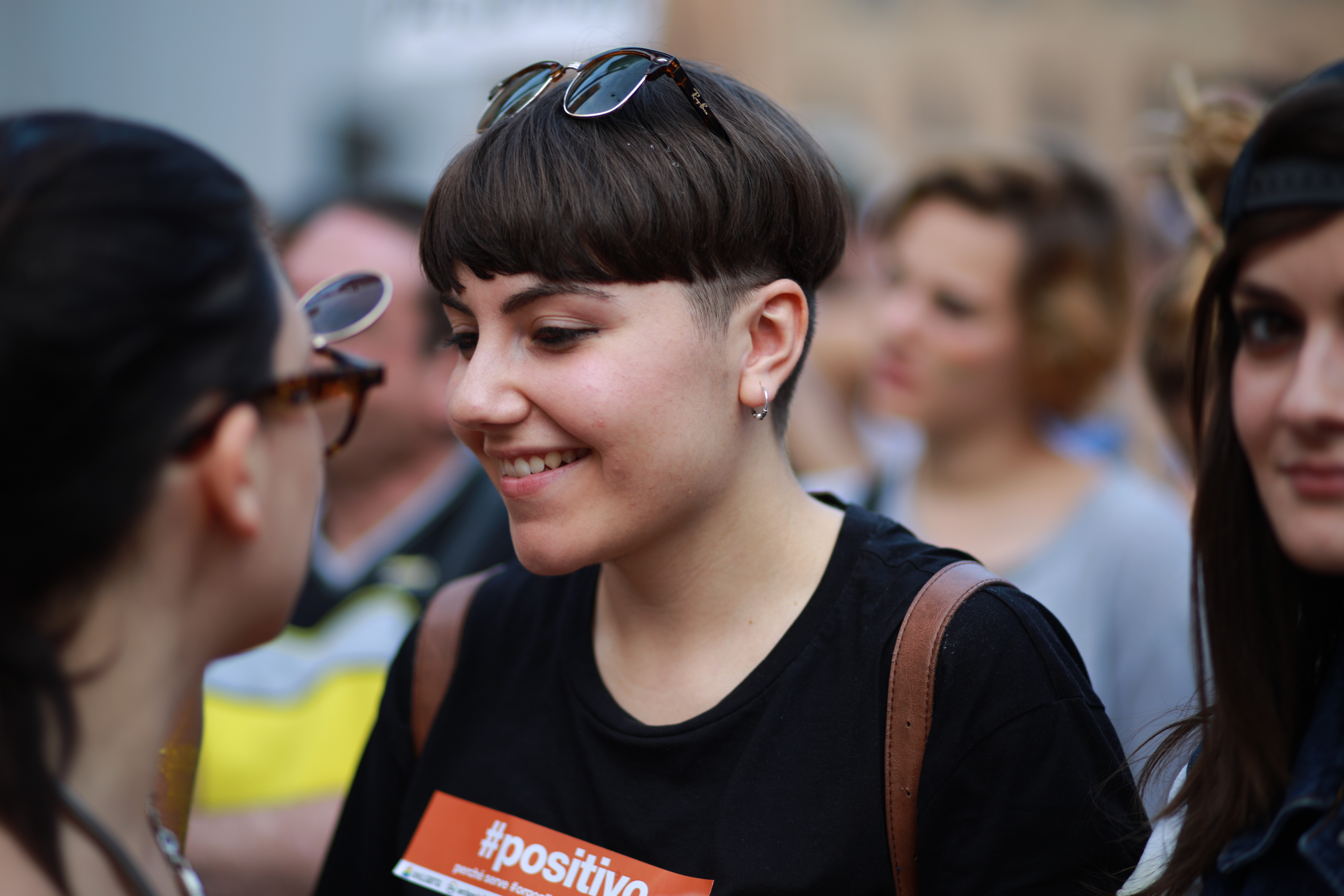
Bologna pride år 2015.

Pottfrisyr är en typisk pojkfrisyr där håret är svampformat ovanpå och snaggat bakom nacken. The Beatles hade under en period pottfrisyrer.
Namnet kommer skämtsamt ifrån att det ser ut som att bäraren satt en potta på huvudet och klippt av allt hår som stuckit fram under kanten.